# 孝西站
孝西站，位于中华人民共和国山西省吕梁市孝义市大众路158号，是介西铁路、孝柳铁路上的火车站，建于1960年，由中国铁路太原局集团介休车务段管辖。

## 歷史
- 建于1960年。

## 旅客列车
目前本站仅在五一劳动节假期、十一国庆节假期期间开行旅客列车，为太原局集团的管内列车，具体信息如下。
| 目的地 | 车次 | 列车所属路局 |
| ------ | ---- | ------------ |
| 太原   | 4611 | 太原局集团   |
| 阳泉曲 | 4612 | 太原局集团   |

## 外部連結
- 中国铁路客户服务中心 （页面存档备份，存于）